# Første Triumvirat
Det Første Triumvirat var en uformel politisk alliance (et triumvirat) mellem tre fremtrædende politikere i den sene Romerske Republik: Gnæus Pompejus Magnus, Marcus Licinius Crassus og Gajus Julius Cæsar.
Den Romerske Republiks forfatning havde mange vetoretter og forhindringer, der gjorde det svært at gennemtvinge politiske ændringer. For at omgå disse forfatningsmæssige forhindringer, og derved gennemtvinge de tre mænds politiske mål, dannede de i hemmelighed en alliance, hvor de lovede at bruge deres respektive politiske indflydelse til at støtte hinanden. "Triumviratet" var ikke et formelt magistrat, og det opnåede heller ikke en varig indflydelse over statsanliggender.
Det blev dannet blandt de tre mænd på grund af deres gensidige behov for at overvinde modstand i Senatet mod deres forslag i de foregående år. Det var oprindeligt hemmeligt, men kom til syne under Cæsars konsul-periode i 59 f.Kr., hvor de var i stand til at presse lovgivning igennem. Cæsar sikrede vedtagelsen af en landbrugslov, som hjalp med at genhuse Pompeius' soldater veteraner. Derudover blev en lov, der ratificerede Pompeius' erobringer efter den Tredje Mithridatiske Krig vedtaget. Ligeledes blev en lovgivning om provinsadministration og skatteopkrævning vedtaget – særligt sidstnævnte havde Crassus ønsket. Cæsar blev efter sin konsul-periode tildelt ét langsigtet (oprindeligt 5 år, som senere blev forlænget med yderligere 5 år) guvernørskab over de tre romerske provinser: Gallia Cisalpina, Transalpine Gallien og Illyricum. Alliancens succes udløste imidlertid en betydelig politisk modreaktion. Politiske alliancer i Rom blev revurderet, så de kunne afbøde de tre mænds alliance de efterfølgende år.
I 55 f.Kr. var alliancen gået i opløsning. Som følge af gensidige interesser blev pagten dog fornyet. Ved hjælp af magt og med politisk forstyrrelser – hjulpet af deres allierede – forsinkede de valgene til konsul i 55 f.Kr. og skræmte comitia til at vælge Pompejus og Crassus igen som konsuler. Cæsars guvernørskab over de tre provinsen blev derefter fornyet for yderligere fem år. Endvidere fik Pompejus kommandoen over provinsen Hispania, mens Crassus fik tildelt Syrien. Midt i endnu i en politisk modreaktion i Rom (mod det Første Triumvirats brug af magt og kaos for at opnå deres politiske mål), døde Crassus i 53 f.Kr. under hans mislykkede invasion af Partherne .
Cæsar og Pompejus – de to tilbageværende allierede – opretholdt venskabelige forbindelser i et par år. De forblev allierede, selv efter Pompejus blev udpeget ene konsul i 52 f.Kr. og Julia døde (Cæsars datter og Pompejus kone). Pompejus begyndte imidlertid at danne nye alliancer for at modgå Cæsars stigende indflydelse efter Crassus' død. Disse nye alliancer ledte ham langsomt ind i en konfrontationspolitik med Cæsar. Da tilliden mellem de to tidligere allierede yderligere blev forringet gennem 50 f.Kr. – som følge af bl.a. stigende indflydelse fra Cato's anti-Cæsarianske fraktion på Pompejus – endte det i sidste ende med, at Cæsar krydsede Rubicon-floden og indledte et åbent oprør i januar 49 f.Kr.

## Navngivning
Udtrykket "Første Triumvirat" er – selvom det er velkendt – et vildledende udtryk, der regelmæssigt undgås af moderne forskere af den sene Romerske Republik. Forbund af et vist antal mænd, såsom decemviri, var et kendetegn ved den romerske administration, men denne alliance blev ikke regnet blandt disse. Udtrykket forekommer ikke i nogen kilder fra antikken, ligesom det heller ikke refererer nogen officiel holdning og ellers er "fuldstændig og åbenlyst fejlagtig". I den antikke verden blev denne tredelte alliance omtalt med forskellige udtryk. Cicero, som skrev samtidigt, omtalte dem som "tre mænd" (tris homines), der udøvede et regnum. Et satirisk digt af Marcus Terentius Varro kaldte det ét "trehovedet monster". Senere historikere som Sveton og Livius omtalte de tre som en societas eller conspiratio. De allierede selv "ville formentlig blot have henvist til det som amicitia".
Brugen af udtrykket "triumvirat" til at beskrive denne politiske alliance blev ikke brugt under renæssancen. Udtrykket blev første gang bekræftet i 1681 og dets brug blev udbredt i løbet af det 18. århundrede. I nogen tid var det ukendt, at udtrykket var en moderne opfindelse: "afsløret" første gang i 1807. I det 19. århundrede var brugen nogenlunde regelmæssig – for det meste i engelske og franske kilder, dog ikke i tyske – normalt indledt med præciseringer, at udtrykket ikke refererede til nogen officiel position.
I nyere tid er forskere begyndt helt at undgå udtrykket i publikationer. Harriet Flower i Roman Republics skriver, at "Første Triumvirat" er "misvisende, da det sidestiller situationen i 50'erne f.Kr. med det officielle triumvirat bestående af Antonius, Lepidus og Octavian", og foretrækker "alliance" og "De Tre Store". Nyere bøger af Andrew Lintott og Richard Billows har også undgået at bruge udtrykket "Første Triumvirat". Andre tilføjer flere grunde til at undgå dets brug, for eksempel Robert Morstein-Marx i den nylige bog Julius Caesar and the Roman People: "Det er næsten umuligt at bruge udtrykket 'Første Triumvirat' uden at indtage en version af den opfattelse, at det var en slags sammensværgelse mod republikken... Nomenklatur betyder noget... Jeg undgår fuldstændig det traditionelle 'Første Triumvirat'". Historikere, der skriver til et bredere publikum, har også holdt sig væk fra brugen af udtrykket "Første Triumvirat". Mary Beard, for eksempel, bruger "Gang of Three" (dansk: "Gruppe af tre") i sin bog fra 2015 SPQR. Atter andre, som Adrian Goldsworthy, har ikke undgået den traditionelle nomenklatur, men forklarer samtidig, at udtrykket er unøjagtigt.
For eksempel siger fjerde udgave af Oxford Classical Dictionary ligeledes, at "den koalition, der blev dannet mellem Cæsar, Pompejus og Crassus i 60 f.Kr., var fuldstændig uofficiel og aldrig på det tidspunkt beskrevet som et triumvirat... 'Første' og 'Andet Triumvirat' er moderne og misvisende betegnelser".

## Baggrund

### Pompejus
Pompejus havde indledt sin militær karriere i en ung alder. Han sluttede sig den konservative general Sulla, hvor han hurtigt steg i rang ved at tjene Sulla som hærfører i borgerkrigen 83-81 f.Kr. Pompejus' succes som general i en ung alder gjorde det muligt for ham at avancere direkte til sit første konsulat i 70 f.Kr., uden at følge den traditionelle cursus honorum. Pompejus havde derpå sin storhedstid I 60’erne f.Kr., hvor han var Roms førende general.
Pompejus, der var vendt tilbage to år tidligere fra den Tredje Mithridatiske Krig (74-63 f.Kr.) , ønskede ratificering af sine traktater i øst. Han søgte også land til sine veteraner, hvor de kunne trække sig tilbage. Efter Pompejus' hjemkomst fra den Sertorianske Krig i Hispania i 71 f.Kr. havde han været i stand til at sikre et lignende lovforslag, der fordelte land til sine veteraner. Han havde også sendt underordnede tilbage til Rom for at stille op til tribunatet i et forsøg på at fremme den relevante lovgivning (et forsøg i 63 f.Kr. blev modarbejdet af den daværende konsul Cicero i De lege agraria). Yderligere forsøg i 62 f.Kr. havde ført til, at hans allierede tribun flygtede fra byen. Selvom han havde held med at få en af sine mænd, Marcus Pupius Piso Frugi Calpurnianus, valgt til konsul for 61 f.Kr., havde en efterfølgende religiøs skandale gjort det umuligt for ham at fremme den relevante lovgivning om jord-tildeling. Gennem massive bestikkelse sikrede Pompejus også valget af flere af sine mænd til embeder i 60 f.Kr. (Lucius Afranius som konsul; Lucius Flavius som en af plebejertribunerne), men også de blev forhindret.
Cato den Yngre og Quintus Caecilius Metellus Celer – delvist motiveret af deres modvilje mod, at Pompejus tidligere, og uregelmæssigt, havde fjernet deres ven Lucullus fra en tidligere kommando mod Mithridates, Pompejus' nylige skilsmisse fra Celers halvsøster (et mislykket forsøg på at danne en ægteskabsalliance), og også af deres frygt for Pompejus' magt – dannede en obstruerende koalition. Lucullus vendte tilbage fra sit delvise otium for at kræve en dybdegående gennemgang af alle aspekter af Pompejus' østlige arrangementer; "dette ville tage enormt lang tid og ville forhindre vedtagelsen af lovforslaget i overskuelig fremtid". Uden dygtige allierede i embederne – både Piso og Afranius var ineffektive – blev Pompejus tvunget til at søge allierede andre steder.

### Crassus
Crassus var en af de rigeste mænd i Rom og havde skabt sin formue ved at profitere på Sullas proskriptioner. Han var beskytter af Roms equestrian forretningsfolk. Sammen med Pompejus havde han været konsul i 70 f.Kr. Crassus havde støttere, der massivt havde overbudt for embedet om at kunne opkræve skatter for provinsen Asien (dele af det moderne vestlige Tyrkiet), som følge af ikke havde taget højde for ødelæggelserne fra den Tredje Mithridatiske Krig. Disse klienter krævede en reduktion i de skatter, de kontraktmæssigt var forpligtet til at levere til statskassen. Dette blev også forpurret af Cato og Celer i december 61 f.Kr. Mens senatorer som Cicero personligt mente, at "det var latterligt for [skatteforpagterne] at forsøge at få deres kontrakter genforhandlet eller annulleret, blot fordi de havde overvurderet deres potentielle fortjeneste", havde Senatet været på nippet til at godkende lovgivningen før Celers indgriben. Crassus – som var en personlig fjende af Pompejus – modsatte sig også Pompejus' forlig og lovforslag om jord i 60 f.Kr. og mobiliserede med succes sin støtte blandt de lavere rangerende senatorer for at besejre Pompejus' forslag. Hans modstand mod Pompejus kan have været et forsøg på at vinde de senatorer over, der blokerede hans egne mål, men dette var åbenbart uden held. At få genforhandlet disse skattekontrakter var afgørende for Crassus: "hans ry og indflydelse afhang af hans evne til at fungere som forkæmper for den magtfulde borgerklasse".

### Cæsar
I 60 f.Kr. var Cæsar nyligt hjemvendt som guvernør for Hispania Ulterior. På dette tidspunkt var han den mindst magtfulde af de tre, selvom han overraskende havde vundet valget som pontifex maximus i 63 f.Kr. Energisk og en dygtig støtte for Pompejus gennem det sidste årti, var han også gældsat til Crassus, som havde stillet sikkerhed for Cæsars gæld.  Ved sin tidlige hjemkomst fra Hispania i juni 60 f.Kr. stod han over for et valg: enten at gå ind i byen (træde ind over Roms hellige grænse, pomerium) for at erklære sit kandidatur til konsul-embedet (hvilket ville opløse hans militære kommando og gøre ham ude af stand til at få tildelt en triumf), eller forblive uden for byen i et forsøge på at få tildelt en triumf af Senatet. Selvom Senatet regelmæssigt havde tilladt kandidater at opstille in absentia, obstruerede Cato Cæsars anmodning med en filibuster. Cæsar – til alles overraskelse – opgav sin ret til en triumf for i stedet at erklære sit kandidatur.
Cæsar var den sandsynlige favorit til konsul-embedet, men for at modarbejde hans kandidatur fortog Cato og hans allierede sig to tiltag. De forsøgte at tildele de kommende konsuler i 59 f.Kr. til hjemligt forsvar i Italien og arbejdede på at sikre valget af en fjendtlig medkonsul til Cæsar. I begge henseender havde de succes: konsulerne i 59 f.Kr. fik opgaver, der begrænsede deres indflydelse, og Cato sikrede valget af sin svigersøn og en personlig fjende af Cæsar, Marcus Calpurnius Bibulus, som Cæsars medkonsul. Cæsar vandt sit valg med en stor margin, men for at gøre sin provinsielle tildeling til en succes og overvinde Bibulus’ obstruktion, havde han brug for allierede.

## Historie

### Dannelse af triumviratet
Alliancen mellem Pompeius, Crassus og Cæsar opstod på grund af deres manglende evne til at få gennemført centrale dele af deres politiske programmer i den fastlåste situation, som den romerske politik befandt sig i årene før 60 f.Kr. Alle tre ønskede at opnå noget, men blev hindret af deres rivaler i Senatet og forsamlingerne.
Forskere har debatteret den præcise dato for alliancens dannelse. Plutarch, Livius og Appian placerede dannelsen af alliancen før Cæsars valg. Vellius, Sveton og Dio Cassius daterer den til efter hans valg.
Under valget til konsul modtog Cæsar med sikkerhed støtte fra både Pompejus og Crassus, dog "hver især af deres egne grunde... Crassus dyrkede lovende tilhængere[;] Pompejus havde brug for en stærk figur i konsulatet". I modsætning til hvad de senere litterære værker antyder, viser et brev til Cicero, hvori Cæsar beder om at danne en politisk alliance, dog også, at Cæsar endnu ikke havde forsonet sig med Pompejus og Crassus i december 60 f.Kr. (måneder efter sit valg, som fandt sted om sommeren). Erich Gruen mener i Last Generation of the Roman Republic, at dette brev – kombineret med det faktum, at Pompejus og Crassus ville have fremmedgjort hinanden med enhver åbenlys støtte til Cæsars kandidatur – placerer alliancens dannelse efter Cæsars valg til konsul. Nogle historikere mener, at Cæsar i sit brev til Cicero muligvis var tilbageholdende ("det kan også være, at Cæsar endnu ikke viste Cicero alle sine kort"), men det viste, at Cæsar "ikke specifikt forsøgte at opbygge et triumvirat, men snarere forsøgte at opbygge en så stærk koalition som muligt". Dette bevis – især afsløringen af, at der blev søgt en pagt – placerer dannelsen af alliancen et sted mellem juli 60 og januar 59 f.Kr.
Formålet med alliancen var at sikre noget, som ingen af de tre mænd kunne sikre alene. Hvis kun Pompejus og Cæsar havde allieret sig, ville de sandsynligvis ikke have være i stand til at overvinde modstanden mod Pompejus' forslag i Senatet. Pompejus og Crassus var personlige rivaler, der kun kunne alliere sig gennem en mellemmand. Cæsar var denne mellemmand. Crassus' motiver er mindre klare. Han må have ønsket mere end blot en genforhandling af skattekontrakterne. Crassus ville desuden blive en af administratorerne for Pompejus' jordtildelinger, og derved "kom den fremtrædende stilling, som Crassus ikke helt kunne opnå på egen hånd, inden for hans rækkevidde". Cæsar havde også brug for alliancen: Han ville fuldt ud blive sin egen herre, "undslippe den underordnede status som Pompejus' amici" (venner/støtter), besejre den politiske opposition og vinde en indbringende kommando.

### Cæsars periode som konsul, 59 f.Kr.

#### Landlov
Det var velkendt inden Cæsars tiltrædelse som konsul, at han ville foreslå en lex agraria (en landlov). Med magtfulde og hemmelige politiske allierede startede Cæsar sit konsulat i 59 f.Kr. relativt traditionelt. Efter at have beordret, at referater fra Senatets debatter skulle offentliggøres, offentliggjorde han et udkast til et forslag til en lex Julia agraria og satte det på Senatets dagsorden. Han anlagde en forsonlig tilgang, respekterede den normale orden i Senatet og udarbejdede også et lovforslag, der rettede alle kritikpunkterne mod Rullus' landlov fra 63 f.Kr. (Cicero var imod denne lov i De lege agraria): Cæsar ville bevare den offentlige jord i Campania, genbefolke øde områder af Italien, flytte borgere fra Rom ud på landet (hvilket reducerede risikoen for optøjer), fordele æren for loven blandt tyve kommissærer (hvoraf Cæsar ikke skulle være en af dem), kun købe ejendomme til omfordeling fra villige sælgere baseret på censorernes vurderinger, betale for hele projektet med penge vundet af Pompejus og udvide jordtildelingerne til Pompejus' veteraner som betaling for deres tjeneste.
Cæsar lod lovforslaget læse op linje for linje og lovede at foretage alle nødvendige ændringer for at opnå Senatets samtykke. Der opstod kun lidt fornuftbegrundet modstand. Generelt kunne det ikke med rimelighed benægtes, at en landlov var ønskværdig og "velbegrundet... mange senatorer må have følt, at det var på høje tid at indfri det løfte, der for længe siden var givet til de længe lidende veteraner". Nogle kilder fra antikken beskriver Cæsars forsonlige tone som et kynisk plot for at løbe om hjørner med senatorerne; Cæsars mål kan have været at give senatorerne en mulighed for at "indtage symbolsk lederskab og demonstrere sin omsorg for folkets interesser... [og give] forsamlingen en chance for at tilegne sig sagen om landlovgivning til egen fordel".
Uanset om det var et kynisk trick eller ej, udtrykte Senatet kun lidt modstand, indtil talerækken til sidst nåede Cato. Cato startede straks en filibuster, og argumenterede i stedet for, at folket ville være for taknemmelige over for Cæsar for at fremsætte lovforslaget, og at den nuværende situation var fin. Cæsar, der forsøgte at bryde filibusteren, truede derfor med at få Cato sendt i carcer (Roms lille fængsel), hvilket udløste massiv forargelse fra senatorerne. Ved at gøre dette lykkedes det Cato at provokere Cæsar til at give troværdighed til Catos påstande om, at Cæsar var en potentiel tyran. Da Cæsar indså fejltagelsen, lod han hurtigt Cato løslade. Efter at have mødt disse forhindringer i Senatet, gik Cæsar videre med at forelægge landloven for folke, uden Senatets samtykke.
Cæsar gik til Forum Romanum og indkaldte til en contio (et møde, hvor en magistrat talte til folket), hvor han bad Bibulus om at forklare sin modstand. Da Bibulus ikke kunne fremsætte nogen meningsfulde indvendinger, udover at "han ikke ville tillade nogen nyskabelse", bønfaldt Cæsar ham foran folket, hvilket fik Bibulus til i frustration at udbryde, at "denne lov får I ikke i år, selvom I alle skulle ønske det!", en krænkelse af normen om folkesuverænitet. For at undgå et tribunalt veto afslørede Cæsar sin alliance ved at indkalde Pompejus og Crassus. Da Pompejus blev spurgt, hvad han ville gøre, hvis modstandere brugte vold for at forstyrre lovens vedtagelse, sagde han, at "han ville give et skjold, hvis nogen vovede at løfte et sværd i modstand". Bibulus svarede ved at mobilisere tre tribuner til at nedlægge veto mod loven (alternativt kan han have ønsket at erklære dårlige varsler for at forhindre afstemning, eller begge dele). Under forsøget blev han overfaldet af en pøbel, som kastede ham ned fra talerstolen (rostra) og knækkede hans fasces, hvilket symbolsk afviste Bibulus' konsulære autoritet. Loven blev derefter vedtaget. Den næste dag indkaldte Bibulus til et møde i Senatet i et forsøg på at annullere loven med den begrundelse, at den var vedtaget i strid med auspicierne og med vold. Annullering på et sådant grundlag var yderst sjældent, og Senatet nægtede under alle omstændigheder. Cæsar "krævede provokerende en lydighedsed til loven fra Senatet og fik den" efter noget pres og modstand fra Cato og nogle af hans allierede.

## Evaluering af triumviratet
Alliancen var tydeligvis succesfuld i at opnå kortsigtede politiske fordele for sine medlemmer under Cæsars periode som konsul i 59 f.Kr. Men i de følgende år brød den sammen: "Samarbejdet var usikkert, og tidligere støtters desillusion viste sig ... at være svækkende". Desuden udløste selve dens succes "en samling af aristokratiske grupper i opposition" med betydeligt mindre succes i den senere halvdel af 50'erne f.Kr. Samlet set var alliancen "aldrig fuldstændig stabil" og var præget af perioder med fornyelse, efterfulgt af en tilbagevenden til rivalisering mellem de tre medlemmer. De mål, de forfulgte sammen, var generelt opportunistiske og egennyttige. Alliancen var dog en del af den tankegang, der gik forud for oprettelsen af det Andet Triumvirat et par årtier senere.
Dannelsen af den tremands-alliance "er blevet betragtet som en skelsættende milepæl i ødelæggelsen af de republikanske institutioner" siden antikken. Den antikke historiker Gajus Asinius Pollio (75 f.Kr. – 4 e.Kr.) valgte at begynde sin historie om borgerkrigene med alliancens dannelse. Andre historikere, herunder Ronald Syme i Roman Revolution (1939), har fulgt en lignende tilgang og betragtet den som "afslutningen på den frie stat". For eksempel skrev Jürgen von Ungern-Sternberg i Cambridge Companion to the Roman Republic (2014):
 Deres venskab (amicitia) kunne have været en traditionel alliance inden for rammerne af det, der var sædvanligt i romersk politisk liv. Men deres aftale om, at intet skulle ske i Rom, som nogen af de tre fandt utilfredsstillende... ændrede spillereglerne. Der havde aldrig tidligere været en tid, hvor tre mænd havde fået den idé, at deres private aftaler skulle regulere, hvad der skete i Rom. For der havde aldrig før været tre mænd med de nødvendige ressourcer og magt til at påtvinge staten deres vision.

Andre er uenige i denne betragtning. For eksempel skriver Erich Gruen: "Unionen af politiske klikker i 59 var en uformel amicitia... [den var] ikke nogen nyhed i romersk politik og understregede blot den mobilitet i alliancer, som havde været karakteristisk for de foregående årtier." I denne ånd kan alliancen også ses som noget, der ligner "den slags politisk aftale, som Saturninus og Glaucia forsøgte at organisere i 100 f.Kr". Amy Russell skriver i Encyclopedia of Ancient History tilsvarende, at hun fokuserer på, hvordan alliancen ikke formåede at dominere valgene. I stedet ser hun anklagerne om regnum fra Cicero og klagerne over tyranni som "afledt af deres modstanderes retorik... [som] samtidig... arbejdede på at splitte dem [alliancen]." På samme måde siger Mary Beard, at alliancen "ikke var en så komplet overtagelse, som disse kommentarer [fra Horats og Cicero] antyder[;] der var alle mulige spændinger, uenigheder og rivaliseringer mellem de tre mænd ... valgprocessen fik nogle gange overtaget, og en helt anden, som de ikke brød sig om, blev valgt ind".
Alliancens sammenbrud efter Crassus' død skyldtes, at hans død satte de to tilbageværende mænd i direkte konkurrence med hinanden. Dette var kombineret med, at Cæsar havde haft betydelige militære succes i Gallien, som havde merført, at han ikke længere en underordnet partner. Pompeius' søgen efter nye allierede for at skabe en modvægt til Cæsar førte ham i konflikt.